# Werner Richwien
Werner Richwien (* 23. Juli 1944 in Lengenfeld unterm Stein, Landkreis Mühlhausen i. Th.) ist ein deutscher Geotechniker.
Werner Richwien absolvierte zunächst eine Lehre zum Schlosser, bevor er eine Ingenieurschule besuchte und an der Technischen Hochschule Hannover Bauingenieurwesen studierte. 1976 wurde er an der TH Hannover zum Dr.-Ing. promoviert und später dort auch habilitiert. 1994 übernahm er die Professur für Grundbau und Bodenmechanik an der Universität Essen. Zu seinen Forschungsgebieten gehörten insbesondere Deiche, Spundwände und Offshorebauwerke. 2009 ging Richwien in den Ruhestand.
Er ist seit 2012 Ehrenmitglied der deutschen Gesellschaft für Geotechnik e. V. (DGGT) und der hafentechnischen Gesellschaft e. V. (HTG). Bis 2020 war er öffentlich bestellter Sachverständiger für Baugrunduntersuchungen im Erd- und Grundbau der Ingenieurkammer Niedersachsen. 2024 wurde er von der HTG mit dem Ehrenpreis der Werner Möbius Stiftung für sein Lebenswerk ausgezeichnet.
Von 2007 bis 2016 war Richwien einer der Geschäftsführer der Prof. Dr. Ing. Victor Rizkallah + Partner Ingenieurgesellschaft mbH in Hannover.
Richwien lebt in Hannover.

## Publikationen (Auswahl)
- Zum Einfluss der Konsolidierungsdauer auf die wirksame Spannung und die Scherfestigkeit von aufbereitetem Klei, Hochschulschrift, 1976. OCLC 74375398
- Das Formänderungs- und Festigkeitsverhalten weicher bindiger Böden,  Eigenverl., Hannover, 1981. OCLC 631596404
- Mit Kerstin Lesny: Bodenmechanisches Praktikum Auswahl und Anwendung von bodenmechanischen Laborversuchen, 12. Auflage, VGE-Verl, Essen und 2007. OCLC 198969313
- Mit Emanuel Birle, Norbert Vogt u. Karl Josef Witt: Geohydraulische Eigenschaften verdichteter Tone unter besonderer Berücksichtigung des ungesättigten Zustandes, Hochschulschrift, Universitätsbibliothek der TU München, München und 2011. OCLC 775132703
- Werner Richwien und Waldemar Magda: Design levels for offshore structures state of the art and instantaneous pore pressure model, Univ. - Gesamthochsch, Essen und 1994.  OCLC 75667966
- Mit Kerstin Lesny und Jens Wiemann: Gründung von Offshore-Windenergieanlagen - Gründungskonzepte und geotechnische Grundlagen, Essen : Verl. Glückauf, 2002, ISBN 3-7739-1429-6
- Mit Carsten Pohl und Universität Duisburg-Essen: Integrierte Bemessung von See- und Ästuardeichen - INTBEM Abschlussbericht des Teilprojekts INTBEM A - Analyse bodenmechanischer Prozesse zur funktionalen Optimierung von Deichelementen, 2010. OCLC 838519872
- Mit David Osthoff, Jürgen Grabe und Marcus P. Rutner: Zur Ursache von Schlosssprengungen und zu einbringbedingten Lageabweichungen von Spundwänden, Hochschulschrift, Deutsch, 2018. OCLC 1162992241